# Corentin Tolisso
 Corentin Tolisso (n. 3 august 1994, Tarare, Rhône-Alpes, Franța) este un fotbalist francez. Joacă ca mijlocaș la Olympique Lyon din Franța.
Transferul său de la Olympique Lyon la Bayern München a făcut istorie după ce operațiunea a fost închisă pe 41,5 milioane de euro, plus 6 milioane de euro în termen de obiective, devenind transferul cel mai scump de-a lungul istoriei clubului German, depășind cifra de 40 de milioane plătită pe Javi Martinez. La rândul său, s-a dovedit a fi vânzarea cea mai scumpă a echipei franceze, depășind cele 38 de milioane de euro care au fost plătiți de către Chelsea pentru Michael Essien.